# Nyeri (stad)
Nyeri is een stad in het zuiden van de provincie Kati in centraal Kenia. De stad ligt 100 km ten noorden van Nairobi aan de voet van het Aberdare National Park met uitzicht op de Mount Kenya. Het merendeel van de bevolking behoort tot de Kikuyu. De stad heeft 130.562 inwoners (2005).
In de omgeving leeft men van de landbouw. Er wordt voornamelijk koffie, thee en maïs verbouwd. Er zijn veel toeristische bezienswaardigheden in de omgeving.

## Religie
Sinds 1990 is Nyeri de zetel van een rooms-katholiek aartsbisdom.

## Openbaar vervoer
Nyeri heeft een treinstation in een zijtak van Kenyan Railways op het spoor van Nairobi naar Nanyuki. In de buurt bevindt zich de luchthaven Nyeri Airport. 
Ook is er een matatu-plaats, waar het lokale vervoer vertrekt in bussen en busjes.

## Bekende personen

### Geboren in Nyeri
- Wangari Maathai (1940-2011), milieu- en politiek activiste
- Charles Kamathi (1978), langeafstandsloper
- Lucy Wangui (1984), langeafstandsloopster

### Gestorven
- Robert Baden-Powell (1857-1941), luitenant-generaal in het Britse leger, schrijver en de grondlegger van scouting